# کم پایپس
کم پایپس (انگلیسی: Cam Pipes موسیقی‌دان و خواننده اهل کانادا است.